# Stefani Stoeva
Stefani Stoeva (en búlgaro: Стефани Стоева; Galabovo, 23 de septiembre de 1995) es una deportista búlgara que compite en bádminton, en la modalidad de dobles. Su hermana Gabriela compite en el mismo deporte.
Ganó dos medallas de oro en los Juegos Europeos, en Bakú 2015 y Cracovia 2023, y seis medallas en el Campeonato Europeo de Bádminton entre los años 2017 y 2025.
Participó en tres Juegos Olímpicos de Verano, entre los años 2016 y 2024, ocupando el quinto lugar en París 2024, en la prueba de dobles.

## Palmarés internacional
| Juegos Europeos    | Juegos Europeos        | Juegos Europeos  | Juegos Europeos |
| Año                | Lugar                  | Medalla          | Prueba          |
| ------------------ | ---------------------- | ---------------- | --------------- |
| 2015               | Bakú (Azerbaiyán)      | Medalla de oro   | Dobles          |
| 2023               | Tarnów (Polonia)       | Medalla de oro   | Dobles          |
| Campeonato Europeo |                        |                  |                 |
| Año                | Lugar                  | Medalla          | Prueba          |
| 2017               | Kolding (Dinamarca)    | Medalla de plata | Dobles          |
| 2018               | Huelva (España)        | Medalla de oro   | Dobles          |
| 2021               | Kiev (Ucrania)         | Medalla de oro   | Dobles          |
| 2022               | Madrid (España)        | Medalla de oro   | Dobles          |
| 2024               | Saarbrücken (Alemania) | Medalla de plata | Dobles          |
| 2025               | Horsens (Dinamarca)    | Medalla de oro   | Dobles          |